# Jamila Abbas
Pour les articles homonymes, voir Abbas.
Jamila Abbas, née en 1984, est une informaticienne et femme d'affaires kényane. Elle est cofondatrice et directrice générale de M-Farm Kenya Limited, une organisation basée sur Internet qui aide les agriculteurs à trouver les meilleurs outils agricoles, les meilleures semences, l'accès aux bulletins météorologiques et aux informations sur le marché. Elle a cofondé M-Farm en 2010.

## Formation
Jamila Abbas est née au Kenya et effectue ses études préuniversitaires dans des écoles locales. Elle intègre ensuite l'Université de Strathmore, où elle obtient un baccalauréat ès sciences en génie logiciel.

## Carrière
Après avoir obtenu son diplôme de l'Université de Strathmore, Jamila Abbas est recrutée par le Kenya Medical Research Institute (KEMRI). Elle devient également membre d'iHub, une communauté technologique, où les techniciens se réunissent pour échanger des idées. Là, elle retrouve Susan Oguya, une amie de l'université. En septembre 2010, les deux femmes décident de travailler activement en faveur des petits agriculteurs kényans, grâce à la technologie.
Elles rejoignent AkiraChix, un autre forum pour les femmes s'intéressant aux technologies de l'information. Elles y rencontrent trois autres étudiantes de l'Université Strathmore, Linda Omwenga, Lillian Nduati et Catherine Kiguru. Les cinq décident de participer à IPO48, un concours de développement de logiciels. L'événement implique 100 concurrents, organisés en dix-sept équipes. L'objectif est de développer une application informatique, transformable en business commercialisable, le tout en 48 heures.
Le concours est organisé par HumanIPO, d'Estonie. En novembre 2011, les cinq femmes remportent le concours, avec leur application M-Farm, qui met en relation les agriculteurs avec des agro-fournisseurs, des coopératives et leur permet d'accéder aux prix actuels du marché pour leurs produits en temps opportun. Les cinq femmes remportent également le premier prix de un million de shillings kényans (environ 10 000 dollars américains).
Le groupe utilise son prix pour fonder M-Farm Kenya Limited, avec à sa tête Jamila Abbas en tant que PDG et Susan Oguya en tant que COO. Linda Omwenga et Catherine Kiguru sont chargées du marketing et Lillian Nduati s'occupe des relations publiques.

## Distinctions
Jamila reçoit plusieurs distinctions, telles que « New African Woman of the Year » en 2015, « 10 Female Tech Founders to Watch » de Forbes et « 20 Young Power Women in Africa », 30 African Innovators de Quartz et toujours en 2015 est listée comme l'une des 100 personnes les plus influentes d'Afrique.
En 2017, elle est nommée « Jeune leader mondial » par le Forum économique mondial.